# Jarok
Jarok è un comune della Slovacchia facente parte del distretto di Nitra, nella regione omonima.